# Branding
Branding ou brand management (do inglês; em português, gestão de marcas) refere-se à gestão  da marca (em inglês, brand) de uma empresa, tais como seu nome, as imagens ou ideias a ela associadas, incluindo slogans, símbolos,  logotipos  e  outros elementos de identidade visual que a representam ou aos seus produtos e serviços. 
Branding  também pode referir-se ao próprio trabalho ou ao conjunto de práticas e técnicas de construção e consolidação de uma marca no mercado. A construção de uma marca forte para um produto, uma linha de produtos ou de serviços é consequência de um relacionamento satisfatório com o mercado-alvo. Quando esta identificação positiva se torna forte o bastante, a marca passa a valer mais do que o próprio produto  oferecido.  
O branding consiste não  apenas em ações de  marketing com o propósito de aumentar a exposição da marca  no mercado, mas também em ações internas na empresa. Colaboradores podem reforçar positivamente as marcas da empresa onde trabalham quando são bem informados à respeito e percebem que há coerência entre o que é dito e o que é feito. Colaboradores insatisfeitos com a empresa, por outro lado, podem prejudicar suas marcas quando expressam seu descontentamento para outras pessoas.
Além disso, o branding tem também a finalidade de incrementar o brand equity, ou seja aumentar o valor monetário da marca, considerada como um ativo da empresa - e assim aumentar o valor da própria empresa. Esse trabalho é feito por especialistas em publicidade, comunicação social (jornalismo), design de comunicação ou por agências especializados em relações públicas, marketing, administração, semiótica, design gráfico, design de moda, arquitetura etc., que visam desenvolver positivamente a reputação de marcas, produtos e organizações e alinhá-las aos objetivos organizacionais e ao público almejado.

## O que é marca?
A marca não se limita ao logotipo de uma empresa, aos elementos que compõem a identidade visual, tampouco ao produto/serviço oferecido por uma companhia. O conceito de marca representa o sentimento que o público tem ou cria em relação a um produto, serviço ou empresa. Portanto, em essência, trata-se da promessa de entrega de uma organização.
De acordo com Kotler, "Desenvolver uma marca forte é tanto uma arte quanto uma ciência. [...] Marcas fortes geram intensa fidelidade do consumidor - e sua essência é um excelente produto."
A marca é percebida de formas diferentes pelas pessoas, conforme suas crenças, culturas, contextos sociais, valores e realidades econômicas. Mas o principal fator que determina como uma pessoa percebe uma marca é a experiência que tiveram com ela. Ou seja, se um produto ou serviço de uma empresa atendeu ou não suas expectativas e necessidades.
Enquanto experiências ruins trazem como reflexo perda de engajamento com o público, queda na reputação e na receita da empresa, o contrário também é válido. Empresas com uma marca fortalecida, ganham, além de uma boa reputação consolidada, maior receita e engajamento, também conquistam  embaixadores da marca. Isto é, pessoas que, além de dar sempre preferência a comprar com aquela empresa, promovem seus produtos/serviços em seus círculos de relacionamentos, recomendando a empresa a outros clientes.
Esse é o motivo que explica a importância da boa gestão de marca.

## Gestão de Marca
A gestão de marca é a atividade de criar, gerir e manter valor intangível para a empresa. Marcas bem geridas criam diferenciação clara entre elas e seus concorrentes, gerando atributos associados que as diferenciam e aumentam a percepção de valor. Ao construírem confiança e credibilidade, ganham a preferência do público, o que garante mais vendas, reputação e resultado. 
Construir uma marca forte significa muito mais do que construir uma promessa de marca que é entregue pela experiência do produto. A estratégia da Marca deve ir além da publicidade e da comunicação, moldando e diferenciando todos os pontos de contato da jornada do consumidor. Do digital ao mundo real, da venda à experiência e principalmente na hora de ajudar o consumidor com um problema real. As melhores marcas, as de maior sucesso são completamente coerentes na gestão de todos seus ativos, de forma consistente, diferenciada, relevante e   proprietária.
Os ativos da Marca vão desde o seu nome, logo e slogan, até todo o seu universo visual e verbal (Cores, formas, tipografia, iconografia, gestos, rituais, cheiro, som, tom de voz, território de palavras e identidade fotográfica). Atualmente, a experiência digital de uma marca é também uma das formas de se criar um universo proprietário. Da jornada digital, ao UX (user-experience), movimento entre as telas, botões e movimento das interfaces também tentam criar algo único e diferenciado.
Quem vê de fora, a construção de uma marca parece algo simples. Implica a frequente, irritante e por vezes obsessiva repetição de uma afirmação simples, e muitas vezes extravagante, expressa por meio de uma frase atrativa “slogan”, algumas cores e um logotipo distintivo, colocado mais ou menos ao acaso por todo o lado. Na verdade se olharmos com maior atenção, constatamos que o processo de construção não é tão simples. Existem muitos gêneros de marcas, de bens de grande consumo como a Coca-Cola, as marcas tradicionalmente divididas entre Marcas B2B (de empresa para empresa) e as Marcas B2C (de empresa para o consumidor); as marcas institucionais, etc. Com todas estas divisões e subdivisões, e outras ainda não mencionadas, não é de admirar que a Gestão de Marcas quando analisada de forma mais concreta seja extremamente complexa.
Não é fácil construir uma marca de sucesso, muitas marcas novas falham (morrem mesmo à nascença, ou prematuramente).  Assim a Gestão de Marca é acima de tudo a criação e a manutenção de confiança.  As melhores Marcas são geridas de forma completamente coerente, cada aspecto do que são e de como se relacionam reforçam a Marca. As melhores Marcas têm uma consistência que é construída e mantida por pessoas no interior da sua organização, totalmente absorvidas por aquilo que a Marca simboliza.
Segundo Wally Olins, uma espécie de "guru" do branding e autor do livro “A Marca”, a gestão de marca pode ter onze diretrizes:
1ª: Os quatro vetores.  O modo mais claro de começar a compreender uma marca é olhar para ela, com atenção aos quatro vetores em que se manifesta: 
- produto: aquilo que a organização faz ou vende
- ambiente: onde a organização faz ou vende o produto
- comunicação: o modo como a organização  diz às pessoas, a cada consumidor, aquilo que faz
- comportamento: o modo como cada pessoa que trabalha no interior da marca se comporta nas suas interações com outros indivíduos ou organizações

O significado comparativo de cada um destes vetores varia de acordo com a natureza da Marca.
2ª - Arquitetura da marca. A estrutura da marca tem três opções:
A primeira é a corporativa, onde se utiliza um nome e uma ideia visual para descrever tudo o que a organização faz (ex. Nokia). A segunda opção é a validada (endorsed), quando uma organização tem uma série de marcas, cada qual com o seu próprio nome e identidade (ex.: Grupo ACCOR e as marcas da cadeia, tais como Sofitel e Mercure). A terceira é a individualizada (branded), na qual cada unidade ou marca é projetada separadamente ao consumidor e é vista como sendo completamente independente, embora seja na realidade administrada por uma entidade que a gere, comercializa e distribui. (ex. Diageo que administra a marca Guiness)
3ª - Marca inventada, reinventada ou mudança de nome. Existe uma grande diferença entre as marcas inventadas e reinventadas. Quando se inventa uma nova marca, não existe negócio, ninguém trabalha para ela, começa-se literalmente de uma folha em branco; mas quando se reinventa uma marca as coisas são distintas: já existe uma estrutura, uma cultura, uma tradição, reputação. Assim nestes casos existe uma necessidade de a empresa se deslocar para um novo sentido: precisará de ser reinventada e reposicionada.
4ª - Qualidade do produto. Quando se lança ou relança determinada marca, é necessário ser muito claro acerca da qualidade do produto. Se o produto é o melhor que existe em termos de preço, qualidade e serviço, isso constitui um reforço para entrar na corrida. Porém, mesmo se o produto é o melhor entre os existentes, convém não ficar parado, porque certamente os concorrentes tentarão chegar perto. Finalmente, se o produto não for tão bom quanto os melhores, então é certo que não terá sucesso.
5ª - O interior e exterior. A regra elementar no marketing diz que o cliente final está em primeiro lugar. Se não for possível compreender e cativar o cliente final, tudo está perdido. Embora seja verdade que as marcas morrem se não tiverem clientes, também é verdade que as marcas que ofereçam um mau serviço são suicidas em potencial: seu próprio pessoal acabará por destruir a base de clientes. As marcas têm, assim, dois papéis: persuadir quem está fora a comprar e persuadir quem está dentro da organização a acreditar.
6ª - Diferenciadores ou ideias centrais. Um produto ou um serviço tem de ser "diferente": deve haver nele algo de invulgar, único. Por vezes, é com  o design que se cria a diferença, concebendo-se um produto mais bonito, mais leve, menor, mais fácil de utilizar ou mais atraente para um público específico (exemplo: as máquinas domésticas de café expresso).
7ª - Romper com o modelo. Por vezes torna-se necessário o aparecimento de um novo produto ou serviço que signifique uma rejeição às convenções  que rodeiam um negócio e que introduza algo inteiramente novo (ex: o surgimento da Apple, em 1976, rompeu com o modelo então vigente na área).
8ª - Reduzir o risco/pesquisar. A gestão de marcas sempre implica risco. Os gerentes gastam muito tempo tentando reduzir o risco. De fato, grande parte do trabalho de pesquisa é extremamente útil, sobretudo no nível macro, mas é melhor não confiar muito nele no nível micro. A pesquisa é uma ferramenta para reduzir o risco, mas nunca para anulá-lo totalmente.
9ª - Promoção. Não é possível uma marca ter sucesso se ninguém a conhece. O uso de mecanismos de promoção é imprescindível.
10ª - Distribuição. É verdade que a Internet mudou bastante os padrões de distribuição de alguns produtos e serviços mas, para a maioria das pessoas, trata-se apenas de outro canal de distribuição - importante, certamente, mas não revolucionário. Uma boa distribuição necessita de boa cobertura. Para  gerir a distribuição é necessário ter muito conhecimento do potencial de mercado, da capacidade de produção e de formas de otimizar a logística de distribuição para que o produto sempre esteja disponível no ponto de venda (PDV) quando o consumidor for impactado pelos esforços de comunicação e promoção. Todos esses esforços convergem para o ponto de venda, seja ele online ou offline. Se o produto estiver disponível no lugar e na hora certa, a chance de "conversão" desse consumidor é muito maior. 
11ª – Coerência, Clareza e Congruência. Todas estas diretrizes são importantes, mas toda a experiência, do primeiro ao último contato, tem de reforçar e sublinhar a confiança na marca. Tudo tem que se encaixar e ser coerente: a marca tem de ser a mesma, a qualquer momento, em qualquer lugar, quer se esteja a comprá-la ou a vendê-la, quer se tenha com ela parceria ou quer se esteja a negociar as suas ações. É preciso que haja consistência de atitude, estilo e cultura. 